# Złotopiór modroczelny
Złotopiór modroczelny (Galbula cyanescens) – gatunek średniej wielkości ptaka z rodziny złotopiórów (Galbulidae). Występuje w Boliwii, Brazylii i Peru. Nie jest zagrożony wyginięciem.

## Systematyka
Gatunek ten opisał w 1849 roku francuski lekarz i przyrodnik Émile Deville, nadając mu nazwę Galbula cyanescens, która obowiązuje do tej pory. Autor jako miejsce typowe wskazał brzegi Amazonki; później ustalono, że okazy typowe pochodziły z Sarayacu nad rzeką Ukajali w Peru.
Złotopiór modroczelny jest gatunkiem monotypowym. Uważa się, że on, złotopiór rudosterny (Galbula ruficauda), złotopiór białobrody (G. tombacea), złotopiór lśniący (G. pastazae) i zielony (G. galbula) tworzą nadgatunek. Niektórzy autorzy w pierwszej połowie XX wieku traktowali złotopióra modroczelnego jako podgatunek G. tombacea, ale w 1948 roku Peters uznał go za osobny gatunek i tak też jest on do tej pory klasyfikowany.

## Morfologia
Złotopiór modroczelny mierzy od 20 do 23 cm i waży od 22 do 26 g. Samiec prezentuje koronę, której barwa zmienia się od metalicznej zieleni aż po błękit, obejmując również czoło. Jego górne partie są pokryte metalicznie zielonym upierzeniem z subtelnie niebieskim połyskiem. Część podgardla i broda są w głębokim, czarniawym odcieniu, podczas gdy dolna część gardła oraz klatka piersiowa mienią się zielenią. Pozostała część spodnich partii ciała ma barwę rudawą. Samica, choć podobna, wyróżnia się odmiennym odcieniem dolnej części piersi i brzucha, które przybierają barwę ochrową.

## Występowanie
Złotopiór modroczelny występuje na wschód od Andów i na południe od Amazonki, obejmując tereny wschodniego Peru, zachodniej Brazylii aż do rzeki Madeira, oraz południową część Boliwii, w departamencie La Paz. Ptak zasiedla wilgotne lasy pierwotne, lasy galeriowe, jak również lasy wtórne, na wysokości do 1000 metrów. Jest zazwyczaj spotykany w miejscach, gdzie roślinność jest w średnim etapie sukcesji ekologicznej, szczególnie wzdłuż granic lasów, a także wzdłuż cieków wodnych i brzegów jezior.

## Zachowanie

### Pożywienie
Dieta złotopióra modroczelnego nie została dokładnie opisana, ale uważa się, że składa się z wielu rodzajów latających owadów. Siada on na odsłoniętych gałęziach lub w krzewach i stamtąd wylatuje, by chwytać zdobycz. Czasami dołącza do mieszanych stad w poszukiwaniu pożywienia.

### Rozmnażanie
Fenologia rozrodu złotopióra modroczelnego nie została udokumentowana.

## Status
IUCN oceniła złotopióra modroczelnego jako gatunek najmniejszej troski (least concern – LC). Wydaje się pospolity na całym swoim zasięgu i występuje na kilku obszarach chronionych.